# Рамиро II (король Арагона)
Рами́ро II Мона́х (исп. Ramiro II el Monje; 1075 — 16 августа 1157) — король Арагона в 1134—1137 годах, сын короля Санчо I и Фелиции.

## Биография

### Ранние годы
В молодом возрасте Рамиро решил стать священнослужителем. Он ушёл в монастырь и сначала был монахом в Сан-Понсе-де-Томерас, затем аббатом в монастыре Сан-Педро в Старой Уэске и, позже, стал епископом Рода-Барбастро.
Его брат Альфонсо I перед смертью завещал свои владения рыцарским орденам иоаннитов и тамплиеров, но ни наваррская, ни арагонская элиты не торопились выполнять это распоряжение. В Наварре королём избрали Гарсию Рамиреса, а в Арагоне на съезде в Хаке избрали королём Рамиро. Предварительно испросив разрешения папы римского, Рамиро вступил на престол.

### Правление
Рамиро правил королевством Арагон, графствами Собрарбе и Рибагорса. После неудачной попытки усыновить Гарсию Рамиреса, Рамиро с дозволения папы женился на вдове Агнессе Аквитанской (Агнессе де Пуатье). После того как у них родилась дочь, в 1137 году Рамиро отрёкся от престола, договорился о её браке с барселонским графом Рамоном Беренгером IV, который стал регентом королевства, а сам развёлся с женой и вернулся в монастырь Сан-Педро. Там он и умер 16 августа 1157 года.

### «Колокол Уэски»

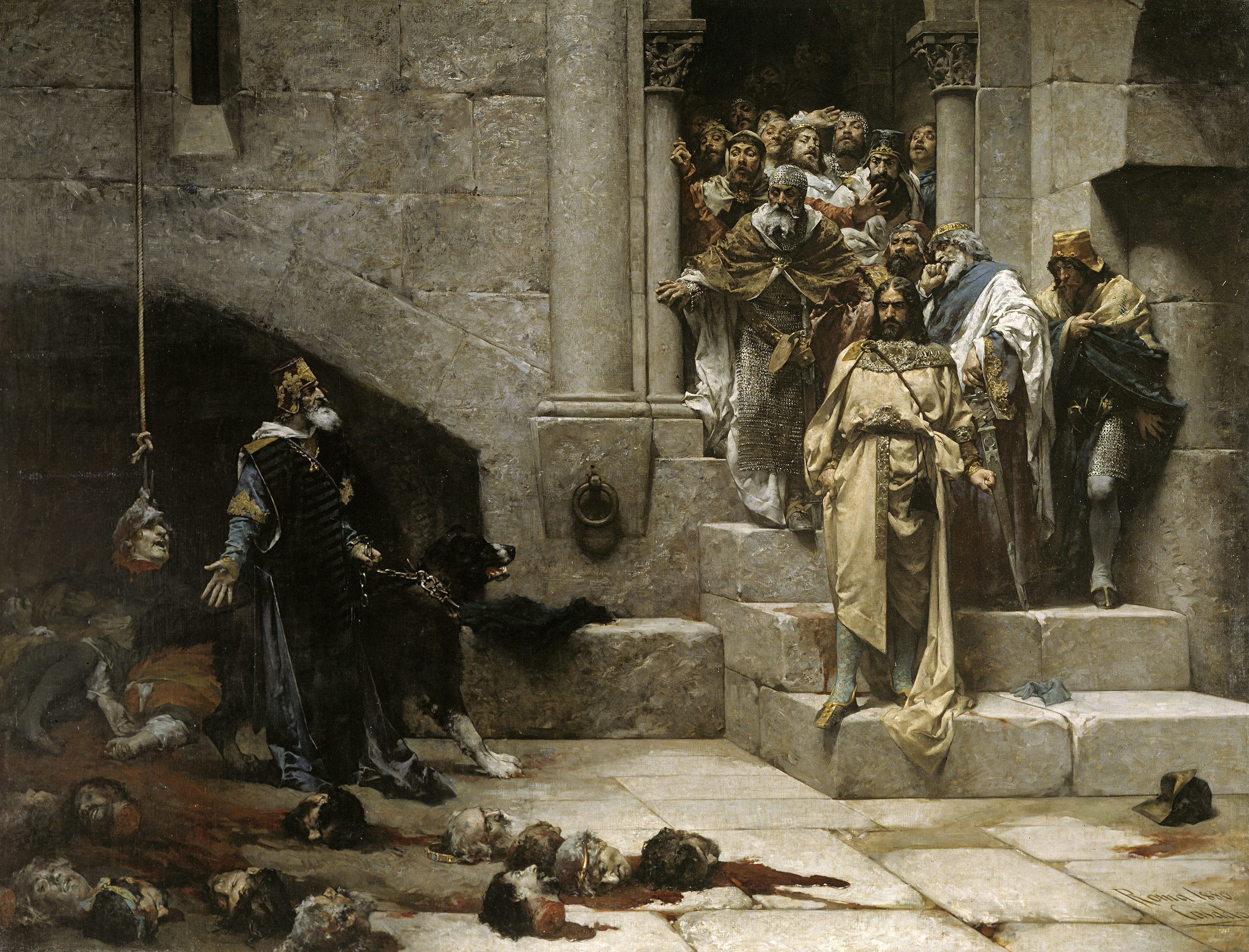
Хосе Касадо дель Алисал. Колокол Уэски. Прадо

В начале своего правления Рамиро пришлось бороться с оппозицией в лице арагонского дворянства.
Узнав о подготовке дворянского восстания, Рамиро отправил посланника к аббату монастыря Сент-Понс де Томьерс, своему бывшему начальнику. Посланник прибыл в то время, когда аббат был занят обрезкой роз, высотой превышавших среднюю линию. Аббат посоветовал королю делать то же самое.
Вскоре после этого Рамиро II вызвал самых знатных дворян в Уэску под предлогом показать им колокол, который будет услышан во всём королевстве, и приказал обезглавить 12 предполагаемых предводителей заговора. Остальные, испугавшись, отказались от своих планов восстать против короля. Эта легенда получила название «Колокол Уэски» и множество раз обыгрывалась в литературе и изобразительном искусстве более позднего времени, хотя историки ставят под сомнение ее достоверность, указывая на античные корни легенды.

## Портреты

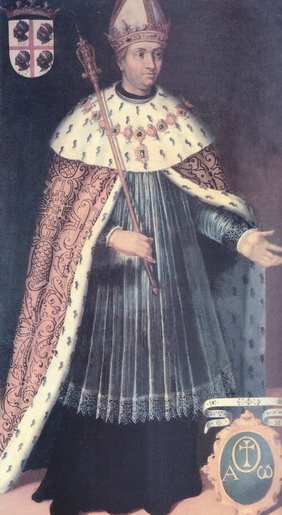
Филиппо Ариосто. Портрет Рамиро II. Прадо
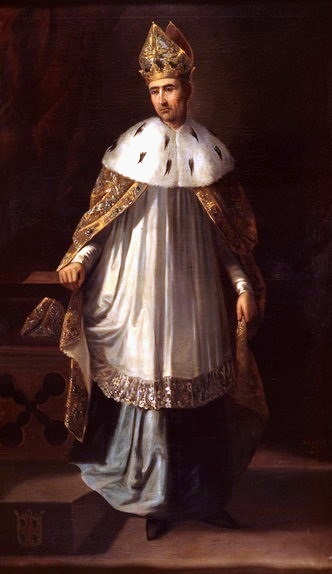
Мануэль Агирре и Монсабле. Портрет Рамиро II